# Cigugur (Cigugur, Ciamis)
Cigugur is een bestuurslaag in het regentschap Ciamis van de provincie West-Java, Indonesië. Cigugur telt 3455 inwoners (volkstelling 2010).